# How to Deal – Wer braucht schon Liebe?
How to Deal – Wer braucht schon Liebe? (Originaltitel: How to Deal) ist ein US-amerikanischer Film aus dem Jahr 2003. Er basiert auf den Romanen Someone Like You und That Summer von Sarah Dessen.

## Handlung
Halley Martin will endlich wissen, warum alle Menschen so verrückt nach Liebe sind und wie man an die wahre Liebe glauben soll, wenn alle Beziehungen um sie herum immer nur scheitern. Während ihre geschiedene Mutter ihren Frust an dem Unkraut auslässt, ihre beste Freundin schwanger wird und ihre große Schwester heiratet, tritt der coole Macon in Halleys Leben – und scheint ihr Herz gewinnen zu können.

## Kapiteleinteilung
1. Alle wollen sich verlieben?!
2. Macon
3. Hochzeitsvorbereitungen
4. Ein tragischer Tod
5. Die Dinge verändern sich
6. Schwanger
7. Ein katastrophaler Abend
8. Schwer erwischt!
9. Silvesterparty
10. Karussell der Gefühle
11. Davonlaufen ist sinnlos
12. Abspann

## Kritik
Lexikon des internationalen Films: Um Ernsthaftigkeit bemühte Jugendkomödie, die eher leise Töne anschlägt und vom schwierigen Prozess des Erwachsenwerdens erzählt. Teenie-Star Mandy Moore („Plötzlich Prinzessin“) wird an eine ernstere Rolle herangeführt, zeigt aber noch deutlich darstellerische Defizite.

## Soundtrack
1. Billy S. – Skye Sweetnam
2. Do You Realize?? – The Flaming Lips
3. It's On The Rocks – The Donnas
4. Why Can't I? – Liz Phair
5. Wild World – Beth Orton
6. Not Myself – John Mayer
7. That's When I Love You – Aslyn
8. Thinking About Tomorrow – Beth Orton
9. Promise Ring – Tremolo
10. Take The Long Road And Walk It – The Music
11. Waves – Marjorie Fair
12. Surrender – Echo
13. Wild World – Cat Stevens